# Ioan Pătruț
Ioan Pătruț (n. 5 aprilie 1914, Ohaba-Forgaci, județul Timiș – d. 31 decembrie 1992, Cluj) a fost un lingvist român.

## Biografie
Absolvent al Liceului „Coriolan Brediceanu” din Lugoj. Licențiat al Facultății de Litere și Filosofie din Cluj (1938). A urmat o specializare în slavistică la Universitatea din Cracovia (1938-1939). Doctorat în filologie (1948). A devenit cercetător al Muzeului Limbii Române din Cluj, începând din 1938, iar apoi în cadrul Institutului de Lingvistică și Istorie Literară, unde a fost director între anii 1968-1975. Profesor doctor docent la Universitatea „Babeș-Bolyai” din Cluj, fiind șeful Catedrei de Filologie slavă de la Facultatea de Filologie (1969-1981). Redactor-șef al revistei „Cercetări de lingvistică” (1969-1992). Debutează publicistic în revista „Transilvania” (1941), iar editorial în 1957 cu volumul Fonetica graiului huțul din Valea Sucevei.
Colaborează cu studii de specialitate privitoare la relațiile lingvistice româno-slave, structura morfologică a limbii române, fonetică-fonologie, toponimie și onomastică în revistele „Dacoromania“ (serie veche), „Anuarul Arhivei de folclor”, „Cum vorbim”, „Studii și cercetări lingvistice”, „Limba română, „Cercetări de lingvistică”, „Studia Universitatis Babeș-Bolyai”, „Romanosvlavica”, „Onoma” , „Slawistyczne studia jezykoznawcze”, „Rocznik Slawistyczny” etc.
A fost membru al Asociației Slaviștilor din România și al Comitetului Internațional de Științe Onomastice.

## Opera

### Lucrări publicate
- Studii de limba română și slavistică, Cluj, Editura Dacia, 1974;
- Onomastică românească, București, Editura Științifică și Enciclopedică, 1980;
- Nume de persoane și nume de locuri românești, București, Editura Științifică și Enciclopedică, 1984;
- Studii de onomastică românească, ediție îngrijită, postfață și indice de Eugen Pavel, Cluj, Editura Clusium, 2005.

### Lucrări colective
- Atlasul lingvistic român, partea a II-a, serie nouă, vol. I-VII (1956-1972), redactor principal;
- Micul Atlas lingvistic român, partea a II-a, serie nouă, vol. I-IV (1956-1981), redactor principal.

## Premii
- Premiul „Timotei Cipariu” al Academiei Române (1974)